# Смолин, Пётр Петрович

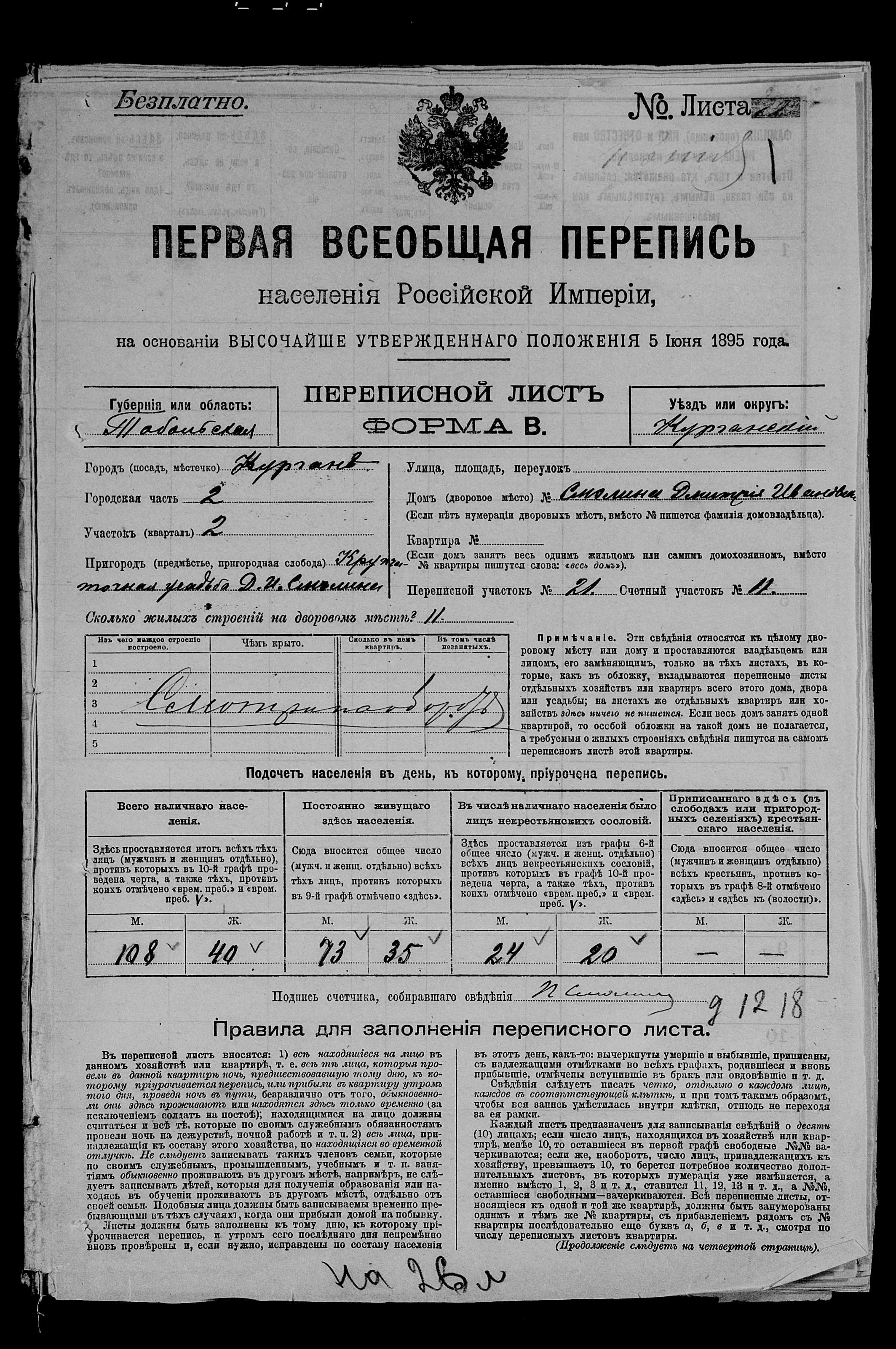
Перепись населения Российской империи (1897), лист с описанием дома в г. Кургане, в котором жила семья Смолиных.

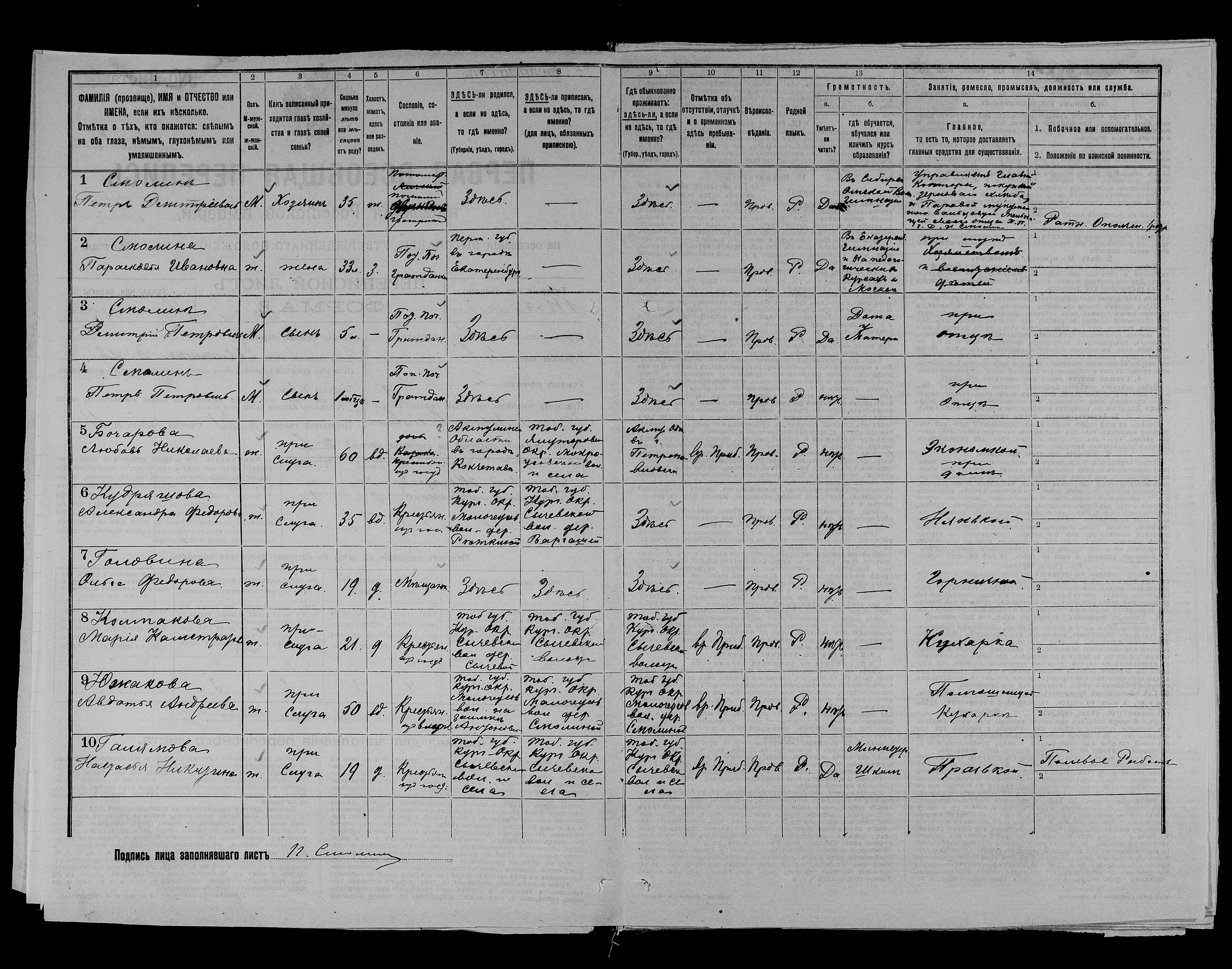
Перепись населения Российской империи (1897), лист с описанием семьи Смолиных.

Пётр Петрович Смолин (23 декабря 1896  [4 января 1897], Курган, Тобольская губерния — 28 сентября 1975, Москва) — советский натуралист, педагог, зоолог, поэт. Воспитатель целого поколения отечественных биологов, географов, экологов и деятелей охраны природы, Заслуженный работник культуры РСФСР (1968).

## Биография

### Семья
Потомственный почётный гражданин Пётр Петрович Смолин родился 23 декабря 1896 (4 января 1897) в состоятельной купеческой семье в городе Кургане Курганского уезда Тобольской губернии. Его крестили в Троицкой церкви города Кургана инженер-механик, личный почётный гражданин Александр Иванович Фадеев и Елизавета Федоровна Смолина.
- Отец — Пётр Дмитриевич[2] (1860—1930) — купец 1-й гильдии.
- Мать — Прасковья Ивановна[2] (урожд. Фадеева), до замужества работала учительницей в Екатеринбурге.
- Дед — Дмитрий Иванович Смолин (1833—1898), из ялуторовских 3-й гильдии купцов. Указом Правительствующего Сената от 23 июня (5 июля) 1886 года был причислен к сословию потомственных почётных граждан.
- Бабушка — Елизавета Федоровна (урожд. Шишкина, 1835—1908), дочь курганского купца.
- Старший брат — Дмитрий Петрович (1891—1955) — писатель и драматург.
- Младший брат — Александр Петрович (1898—?) — старший инженер авиационной армии Особого назначения, военинженер 1-го ранга, в 1938 г. был арестован, в 1956 г. реабилитирован и вернулся в Москву.
- Жена — Нина Наркисовна
  - Сын — Пётр Петрович Смолин-младший[4]

### Учёба
Весной 1910 года их мать увезла сыновей в Екатеринбург, где они поступили в реальное училище. Родители не жалели денег на книги и пособия. Летом семья возвращалась в Курган.
В 1913 году Прасковья Ивановна Смолина переехала с детьми из Кургана в Москву, где стала жить, снимая квартиру на Мясницкой, а затем на даче в пос. Соломенная сторожка, что расположен недалеко от Петровско-Разумовского.
в 1914 году после окончания реального училища Воскресенского в Москве поступил на естественное отделение (по циклу зоология) физико-математического факультета Московского университета.

### I Мировая и гражданская войны
К осени 1916 года был призван на военную службу. По окончании школы прапорщиков был зачислен в 79-й запасной полк, стоявший в Рязани.
В 1917 году прапорщик П. Смолин воевал на Румынском фронте, в Трансильванских Альпах, в составе 5-го Калужского полка, взводный офицер.
В октябре 1917 года был избран председателем полкового комитета.
Весной 1918 года возвратился в Москву. Работал в системе наркомата просвещения, одновременно занимался развитием движения юных натуралистов. Работал в зоопарке Заведующим аквариумом, исполняющим обязанности заместителя по науке, Заведующий отделом. Служба давала право на получение продовольственной карточки и пайка.
В 1921 году посетил Асканию-Нова с целью налаживания контактов с Московским зоопарком для обмена животными. П. П. Смолину выдали мандат на охрану национализированного частного биологического музея А. С. Хомякова.
Один из соавторов Декрета об охране природы, участник Комиссии по организации Астраханского заповедника.
На короткий период был мобилизован в Рабоче-крестьянскую Красную армию и направлен в Архангельск. Служил политруком роты.

## Преподавательская деятельность
В 1923 году П. П. Смолин и В. Г. Дормидонтов создали в Московском зоопарке Кружок юных натуралистов (КЮН) — первый биологический кружок Смолина. КЮН после ухода СМолина и Дормидонтова из Московского зоопарка в 1924 году сменил название, и стал называться Кружок юных биологов зоопарка  или КЮБЗ.
В 1924 году ушёл из зоопарка на Центральную биостанцию юных натуралистов им. Тимирязева в Сокольниках, где работал сначала преподавателем, а потом заведующим. На базе Тимирязевской биостанции была создана опытная школа-колония для беспризорников, которую неоднократно посещала Н. К. Крупская.
В 1924 году был одним из инициаторов праздника — «День птиц». Юннаты Биостанции, где он преподавал, развесили десяток дуплянок в Лосино-Островском лесничестве. Через год День птиц был проведён официально на Воробьёвых горах. Лозунгом праздника было воззвание: «Не убивайте птиц! Помогайте им: ставьте домики и кормушки!».
В 1926-1930 годах активно поддерживал Б. В. Всесвятского в его полемике с Б. Е. Райковым о методике и программах преподавания естествознания в школах. Участвовал в совещании в Наркомпросе 2-3 марта 1928 года, посвященном критике точки зрения Б.Е. Райкова, представляя позицию Б. В. Всесвятского. В числе других сторонников Всесвятского подписал Открытое письмо в "Учительской газете", обращенное к профессору Б. Е. Райкову. В нём сказано, что в "тезисах [...] так называемого ленинградского течения  в методике естествознания, нет чёткой классовой установки. [...] Стоящее на классовой платформе советское учительство требует по этому поводу определённого и ясного отношения с вашей [Райкова] стороны".
В сентябре 1930 года по специальному приглашению переехал в Архангельск, где основал и возглавил Северную зональную станцию Всесоюзного института пушно-мехового хозяйства. В 1931 году участвовал в экспедиции на ледоколе «Владимир Русанов» по маршруту Архангельск — Колгуев — Югорский Шар — Вайгач — Новая Земля — Мурманск. Исследуя проблемы островного звероводства (на о. Колгуев), изучал кормовую базу зверей, размеры индивидуальных участков.
В 1935 году переехал с семьёй (женой и сыном) в Крымский заповедник. Здесь он — научный сотрудник (зоолог), затем заместитель директора по науке, вёл наблюдения за суточной активностью копытных (оленя, косули, завезённого муфлона). В 1937 году по доносу был арестован. Необоснованность обвинений стала очевидной во время краткого пересмотра некоторых сфабрикованных дел в связи со сменой руководства карающих органов. После освобождения покинул Крым и с 1939 года проживал в Москве.
В 1940 году основатель и первый директор Дарвиновского музея А. Ф. Котс пригласил его в Государственный Дарвиновский музей на должность научного сотрудника и экскурсовода. С 1948 по ? год главный хранитель Дарвиновского музея.

### Военное время
После начала Великой Отечественной войны в 1941 году добровольцем ушёл в народное ополчение, воевал на Западном фронте. После попадания в окружение под Смоленском вывел в расположение советских войск группу бойцов. Хорошее знание природы помогало старшему лейтенанту Смолину и в разведке, и при выходе из окружения.
В 1943 году он был командирован в Центральную школу военного собаководства Управления связи Красной Армии. До 1946 года преподавал на курсах военного собаководства и почтовых голубей под руководством кинолога А. П. Мазовера.
В 1946—1948 годах преподавал в Пушно-меховом институте, читал лекции по курсу «Пантовое оленеводство».

## Кружок юных биологов

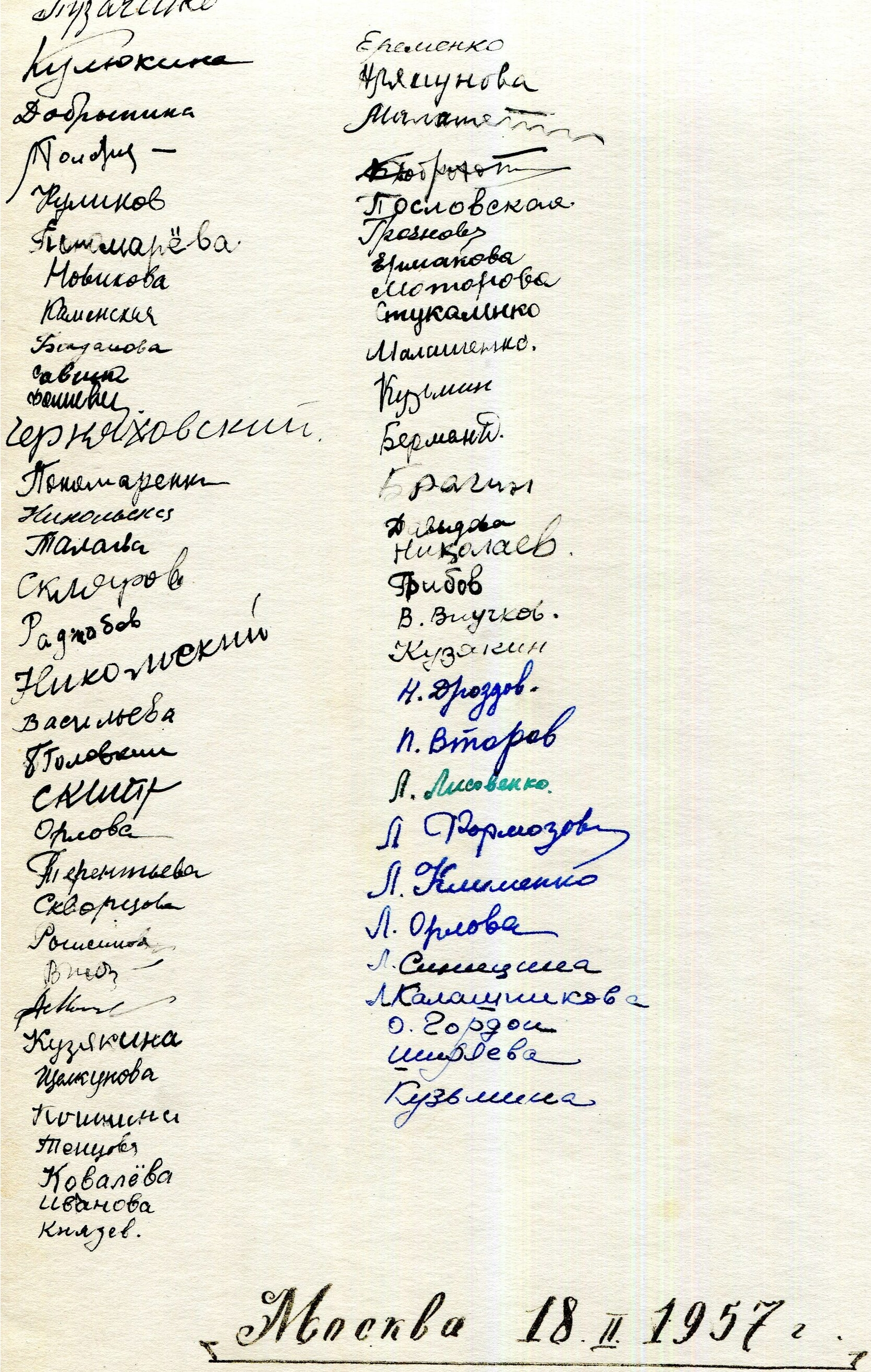
Поздравление П. П. Смолина с 60-летием, подписи ВООПовцев, 1957

В 1948 году вернулся на работу в Государственный Дарвиновский музей, сначала в качестве лектора, а потом главного хранителя (в этом музее он работал до последних лет жизни).

В 1950 году в Дарвиновском музее создал новый кружок — Клуб юных биологов юношеской секции Всероссийского общества охраны природы (КЮБЮС ВООП, Всероссийское Общество содействия охране природы и озеленению населённых пунктов, позже — просто ВООП). Как пишет член-корр. РАН Аркадий Тишков, а в те годы юный натуралист:
Заниматься в кружке могли все. Занятия посещали и третьеклассники, и кандидаты наук. Они велись до шести раз в неделю: лекции, выезды на природу, работа с коллекциями музеев, летние экспедиции. Летом полагалось работать при профессионалах (часто бывших учениках ППСа) в заповедниках, экспедициях, осенью – сдавать отчет
В одном из своих писем он отмечал:

«Самым большим делом своей жизни… я считаю именно эту работу. За КЮНовский период жизни и за период последних (ВООПовских) лет мне удалось вырастить более сотни биологов — от докторов наук до начинающих учёных. Это больше, чем что-либо другое, даёт мне удовлетворение».
Человек энциклопедических знаний, универсальный зоолог, увлекающийся, неутомимый исследователь, он вырастил немало известных отечественных ученых — защитников окружающей среды, выпускников БЮН, кружков КЮБЗ и ВООП.
Среди них:
- К. В. Авилова
- И. И. Акимушкин
- Д. И. Берман
- И. Р. Бёме
- А. С. Боголюбов
- О. В. Бурский
- Н. Н. Воронцов
- П. П. Второв
- М. В. Глазов
- К. П. Глазунова
- Л. Е. Головня
- Е. А. Гулыга
- Ф. Я. Дзержинский
- Н. Н. Дроздов
- Р. И. Злотин
- А. А. Кищинский
- С. К. Клумов
- Л. А. Лисовенко
- C. Л. Менделевич
- В. С. Орешникова
- Е. Н. Панов
- C. Л. Перешкольник
- Е. С. Преображенская
- Ю. Г. Пузаченко
- Ю. С. Равкин
- Е. С. Равкин
- А. С. Раутиан
- В. Ю. Решетов
- А. С. Малашенко (Рудков)
- А. C. Северцов
- Н. А. Соболев
- А. П. Хохряков
- М. Е. Черняховский
- В. С. Шишкин
- А. В. Яблоков
- и многие другие.

Возглавлял биологический кружок ВООП до 1972 года. Ученики и коллеги звали его «ППС». Его любимый девиз «Ближе к природе и жизни» до сих пор сохраняет свежесть и актуальность, и кружок продолжает свою работу. Начиная с 1975 года, кружком "ВООП" на базе Дарвиновского музея руководит его ученица Е. С. Преображенская.

### Последние годы жизни
Пётр Петрович Смолин скончался на даче своей ученицы Лены Гулыги 28 сентября 1975 года после тяжелой болезни.
Прощались с Петром Петровичем в Зоологическом музее МГУ. Прах его покоится на Донском кладбище в одной нише со старшим братом.

## Награды и звания
- Медаль «За победу над Германией в Великой Отечественной войне 1941—1945 гг.», 28 декабря 1945 года[21]
- Почётный член Всероссийского общества охраны природы, 1965 год
- Заслуженный работник культуры РСФСР, 1968 год

## Память
- Ежегодная научная конференция юннатских биологических кружков Смолинские чтения.
- 2012 — Научные чтения посвящённые 115-летию П. П. Смолина
- 2014—2015 — Новогодняя выставка Животные в загадках, посвящённая П. П. Смолину. Государственный Дарвиновский музей.
- 2017 — Выставка к 120-летию со дня рождения П. П. Смолина в Дарвиновском музее.

## Основные труды
- Смолин П. П. Подготовка ко «дню леса» / Под ред. Биостанции юных натуралистов им. К.А. Тимирязева. — М.: Работник просвещения, 1927. — С. 68.[22]
- Смолин П. П. Рабочий класс и охрана природы. — М.: Вс. о-во охраны природы, типо-лит. им. Воровского, 1930. — 16 с. — 10 000 экз.[23]
- Смолин П. П. Разводите голубей. — М., 1956. — 7 с. — 7000 экз.[24]
- Смолин П. П. Пернатые захребетники. — М., 1958. — 21 с. — 1000 экз.[25]
- Смолин П. П. Организация и работа центрального кружка юных биологов юношеской секции ВООП // Охрана природы. 1951. Вып. 14. С 151—152.
- Смолин П. П. Значение работ по охране и привлечению птиц // Естествознание в школе. 1954. № 1.
- Смолин П. П. Птицы в загадках. М.: Всероссийское Общество содействия охране природы и озеленению населённых пунктов. 1957. 19 с. Тираж 24000; 2-е изд. доп. / Под ред. А. И. Клюкиной. М.: Гос. Дарвиновский музей, 2012. 68 с. Тираж. 3000.

## Комментарии
1. ↑  В 1964-1967 годах Аркадий Тишков занимался в другом "конкурирующем" биологическом кружке при МОИП под руководством А. П. Разорёновой, это, однако, не мешало ему отлично представлять обстановку и условия занятий в кружке Петра Петровича Смолина.
2. ↑  В 1970—1980-е годы в Москве работал кружок под названием  «КЮБиК» ("Клуб юных биологов и краеведов"), которым руководили ученик П.П. Смолина 50-х годов  А. И. Быхов (АИБ) и В. В. Строков и др. "Клуб юных биологов и краеведов" был организован с помощью и на базе журнала "Юный Натуралист". Школьники, присылавшие в журнал письма,  вместе с ответом получали и приглашение в кружок. При этом А. И. Быхов позиционировал «КЮБиК», как преемника кружка Петра Петровича Смолина при  ВООПе. Быхову помогали студенты биофака МГУ вооповец 60-х Н. П. Харитонов (Ника Палыч) и Галина Лунина. Со временем члены "КЮБиК"а перетекли вслед за руководителями-студентами в кружки при МГУ. А. И. Быхов, женившись, оставил преподавание и организовал вместе с женой детский дом семейного типа[17]. Н. П. Харитонов, работая на станции юннатов, посвятил жизнь преподаванию биологии  интересующимся школьникам.